# Kgotsong
Kgotsong ist eine Stadt in der südafrikanischen Provinz Freistaat. Sie liegt in der Lokalgemeinde Nala im Distrikt Lejweleputswa und wurde als Township nahe der Stadt Bothaville gegründet.

## Geographie
Kgotsong hatte im Jahr 2011 laut Volkszählung 41.878 Einwohner. 77 % von ihnen gaben Sesotho als erste Sprache an. Das benachbarte Bothaville, auf das die Verkehrswege zugeschnitten sind, hat nur etwa ein Zehntel der Einwohnerzahl.

## Geschichte
Kgotsong wurde als Townshipsiedlung für Schwarze gegründet. Der Name stammt aus dem Sesotho und bedeutet „Ort des Friedens“.

## Verkehr
Der Ort liegt an der Fernstraße R59, die Kgotsong unter anderem mit Bothaville und Hoopstad im Südwesten und Viljoenskroon im Nordosten verbindet. Die Güterverkehrsstrecke Vierfontein–Bothaville–Bultfontein passiert Kgotsong ohne Bahnhof.